# Flygande bekymmer
Flygande bekymmer är en amerikansk komedifilm från 1981 med Chevy Chase i huvudrollen.

## Handling
Max Fielder (Chevy Chase) är en extremt svartsjuk man som får telekinesiska krafter efter att ha kommit i kontakt med radioaktivt avfall. Nu vill han vinna tillbaka sin flickvän Dacy (Patti D'Arbanville) samtidigt som han lär sig hantera sin nya förmåga. 

## Om filmen
Flygande bekymmer regisserades av Ken Shapiro, som även skrev filmens manus tillsammans med Tom Sherohman och Arthur Sellers. Chase undkom nätt och jämnt döden när ett par glödlampeförsedda skor han bar i en drömscen kortslöt och gav honom en elchock genom hela kroppen.

## Rollista (urval)
- Chevy Chase - Max Fielder
- Patti D'Arbanville - Darcy
- Dabney Coleman - Mark Winslow
- Mary Kay Place - Lorraine
- Nell Carter - Dorita
- Brian Doyle-Murray - Brian Stills